# Sami Elopuro
Sami Elopuro, né le 22 novembre 1964 , est un joueur professionnel de squash représentant la Finlande. Il atteint en janvier 1992 la 7e place mondiale sur le circuit international, son meilleur classement. Il est champion de Finlande à 8 reprises,.

## Palmarès

### Titres
- Championnats de Finlande : 8 titres (1987–1993, 1995)[4]

### Finales
- Open des Pays-Bas : 1991
- Championnats d'Europe par équipes : 3 finales (1991, 1992, 1995)